# Rich Kidz
Rich Kidz, begonnen als Rich Kids, is een Amerikaanse hiphopgroep uit Atlanta. De groep werd in 2008 opgericht en kende verschillende samenstellingen. In 2015 hadden ze een kleine hit met dj A-Trak, Out the speakers, die in verschillende Amerikaanse dance-hitlijsten terechtkwam en op nummer 98 van de Billboard Hot 100. De groep bracht verschillende ep's en mixtapes uit.

## Discografie

### Ep's
- 2009: Album titled money swag
- 2014: Y.A.R.S
- 2015: The blacc jon gotti
- 2015: I want them millions
- 2015: Straight off the porch
- 2016: CCM yayo
- 2016: Trench gotti

### Mixtapes
- 2009: Money swag
- 2010: 24/7
- 2011: Straight like that
- 2011: Straight like that 2
- 2012: Everybody eat bread
- 2012 : Straight like that 3
- 2013: A west side story